# Viacheslav Voronin
Viacheslav Voronin (Rusia, 5 de abril de 1974) es un atleta ruso, especialista en la prueba de salto de altura, en la que ha logrado ser subcampeón mundial en 2001.

## Carrera deportiva
En el Mundial de Edmonton 2001 ganó la medalla de plata en salto de altura, con un salto de 2.33 metros, quedando tras el alemán Martin Buß (oro con 2.36 metros) y empatado con su compatriota Yaroslav Rybakov que también salto 2.33 m.